# III Liceum Ogólnokształcące im. Unii Lubelskiej w Lublinie
III Liceum Ogólnokształcące im. Unii Lubelskiej w Lublinie – publiczna szkoła średnia założona w Lublinie w 1921 roku.
Szkoła była nagradzana za najlepsze wyniki wśród szkół średnich na Lubelszczyźnie, natomiast w 2008 roku zajęła 1. miejsce w woj. lubelskim i 16. miejsce w kraju w Ogólnopolskim Rankingu Szkół Ponadgimnazjalnych „Perspektyw” i „Rzeczypospolitej”. Działa tu chór Kantylena, który zdobył Złoty Kamerton w Ogólnopolskim Konkursie Chórów a Cappella Dzieci i Młodzieży w Bydgoszczy. Szkoła znajduje się również w gronie szkół stowarzyszenia PASCH – Schulen der Zukunft.

## Historia
Szkoła powstała w 1921 roku z inicjatywy ks. Kazimierza Gostyńskiego, kiedy to założył Państwowe Gimnazjum Żeńskie w Lublinie. Ze względu na trudności lokalowe, przeprowadzała się trzy razy, aż w 1933 otrzymała budynek przy ul. Narutowicza 12. W czasie drugiej wojny światowej szkoła formalnie przestała istnieć, jednak nauka nadal odbywała się na tajnych kompletach. W latach 1944–1947 Gimnazjum im. Unii Lubelskiej funkcjonowało w budynku bursy przy ul. Archidiakońskiej, natomiast od 1950 r. działało w pałacu Tarłów. W 1966 szkołę przemianowano na III Liceum Ogólnokształcące im. Unii Lubelskiej w Lublinie i przeniesiono do gmachu przy placu Wolności.

## Absolwenci
Do czerwca 2017 roku III Liceum im. Unii Lubelskiej ukończyło 12377 uczniów, wśród nich byli m.in.:
- Anna Kamieńska – poetka, pisarka, tłumaczka, autorka literatury dla dzieci i młodzieży
- Teresa Liszcz – polityk, sędzia Trybunału Konstytucyjnego
- Andrzej Pruszkowski – działacz samorządowy, prezydent Lublina w latach 1998–2006
- Beata Kozidrak – piosenkarka, wokalistka zespołu Bajm
- Janusz Józefowicz – choreograf, aktor, scenarzysta i reżyser
- Marcin Świetlicki – poeta, wokalista zespołu Świetliki
- Julia Hartwig – poetka, eseistka, tłumaczka
- Bożena Adamek – aktorka teatralna, filmowa i telewizyjna
- Pelagia Majewska – pilotka i instruktorka szybowcowa, pilot samolotowy, zdobywczyni wielu szybowcowych rekordów kraju i świata, działaczka społeczna
- Andrzej Klesyk – menedżer, prezes zarządu PZU
- Kaja Mianowana – aktorka i wokalistka warszawskiego Teatru Muzycznego Roma
- Anna Langfus (z domu Szternfinkiel) – pisarka, laureatka Nagrody Goncourtów w 1962 roku
- Hanna Malewska – pisarka
- Artur Popek – artysta grafik, dyrektor artystyczny Society for Arts w Chicago, współpracuje z New Daily New York, pomysłodawca i współzałożyciel Entropy of Art;
- Marcin Wójcik – założyciel i członek kabaretu Ani Mru-Mru
- Marek Rębacz – dramaturg, scenarzysta, reżyser
- Michał Reichert – profesor nauk weterynaryjnych, specjalista anatomii patologicznej
- Adam Abramek – kompozytor, producent muzyczny, multiinstrumentalista
- Anna Próchniak – aktorka
- Przemysław Frasunek – informatyk, haker

## Rankingi
Osiągnięcia w rankingach
Ogólnopolski Ranking Szkół Ponadgimnazjalnych „Perspektyw” i „Rzeczypospolitej”:
- 2007 – 1. miejsce w województwie, 17. w kraju
- 2008 – 1. miejsce w województwie, 16. w kraju
- 2009 – 2. miejsce w województwie, 47. w kraju
- 2010 – 2. miejsce w województwie, 42. w kraju
- 2011 – 3. miejsce w województwie, 93. w kraju
- 2012 – 2. miejsce w województwie, 37. w kraju
- 2013 – 3. miejsce w województwie, 71. w kraju
- 2014 – 3. miejsce w województwie, 66. w kraju
- 2015 – 4. miejsce w województwie, 65. w kraju
- 2016 – 3. miejsce w województwie, 67. w kraju
- 2017 – 2. miejsce w województwie, 50. w kraju

Ranking „Kuriera Lubelskiego”:
- 2002, 2004, 2005, 2006, 2007, 2008, 2009 – Złota Tarcza (1. miejsce w województwie)
- 2003, 2011 – Pozłacana Tarcza (2. miejsce w województwie)
- 2010 – Brązowa Tarcza (4. miejsce w województwie)

W 2004 roku w rankingu „Newsweeka” na „Liceum ogólnokształcące, które daje największe szanse na wymarzone studia” – 5. miejsce w kraju.